# Noctueliopsis virula
Noctueliopsis virula là một loài bướm đêm trong họ Crambidae.